# La Clé de verre (film, 1942)
Pour le film de 1935, voir La Clé de verre (film, 1935).
Pour le roman initial, voir La Clé de verre.
Pour plus de détails, voir Fiche technique et Distribution.

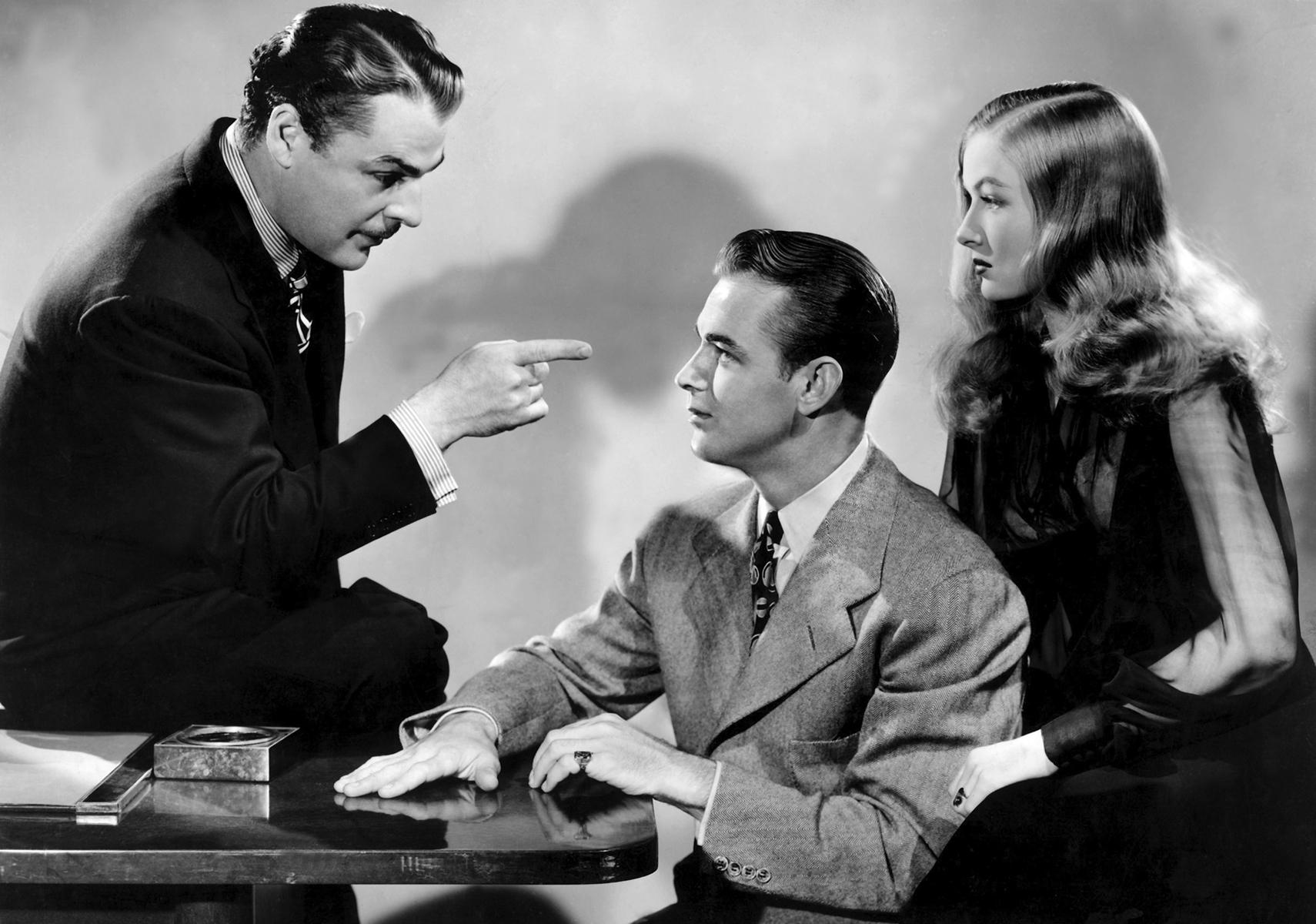
Brian Donlevy, Alan Ladd et Veronica Lake

La Clé de verre (The Glass Key) est un film noir américain réalisé par Stuart Heisler, sorti en 1942 et adapté du roman La Clé de verre de Dashiell Hammett (1931).
Une précédente adaptation est sortie en 1935 par Frank Tuttle : La Clé de verre (The Glass Key), avec George Raft et Claire Dodd. 

## Synopsis
À l'approche des élections, un homme politique nommé Paul Madvig est soupçonné dans le meurtre du fils du sénateur Henry et doit subir une campagne de presse hostile orchestrée par son ennemi, Nick Varna. Sa propre sœur, Opal, ainsi que la fille du sénateur, Janet, proclament sa culpabilité. Ed Beaumont, son bras droit, en vient à mener sa propre enquête sur l'affaire.

## Fiche technique
- Titre : La Clé de verre
- Titre original : The Glass Key
- Réalisateur : Stuart Heisler
- Production : Fred Kohlmar (producteur associé) et Buddy G. DeSylva (producteur exécutif)
- Société de production : Paramount Pictures
- Scénario : Jonathan Latimer d'après La Clé de verre de Dashiell Hammett (1931)
- Photographie : Theodor Sparkuhl
- Montage : Archie Marshek
- Musique originale : Victor Young et Walter Scharf (non crédité)
- Direction artistique : Haldane Douglas et Hans Dreier
- Costumes : Edith Head
- Pays de production : États-Unis d’Amérique
- Langue : anglais
- Genre : Film noir
- Format : noir et blanc - 1.37:1 - Son : Mono (Western Electric Mirrophonic Recording)
- Durée : 85 min
- Dates de sortie :
  - États-Unis : 14 octobre 1942 (New York)
  - France : 27 juillet 1949

## Distribution
- Alan Ladd : Ed Beaumont
- Veronica Lake : Janet Henry
- Brian Donlevy : Paul Madvig
- Bonita Granville : Opal Madvig
- Richard Denning : Taylor Henry
- Joseph Calleia : Nick Varna
- William Bendix : Jeff
- Frances Gifford : l'infirmière
- Donald MacBride : Farr
- Margaret Hayes : Eloise Matthews
- Moroni Olsen : Ralph Henry
- Eddie Marr : Rusty
- Arthur Loft : Clyde Matthews
- George Meader : Claude Tuttle

## Autour du film
- Une première adaptation du roman de Dashiell Hammett avait été tournée en 1935 par Frank Tuttle : La Clé de verre. La version de 1942 de Stuart Heisler est généralement considérée comme la meilleure ; le cinéaste Akira Kurosawa aurait déclaré s'en être inspiré pour son film Le Garde du corps (Yojimbo, 1961).